# I liga urugwajska w piłce nożnej (1951)
- Mistrz Urugwaju 1951: CA Peñarol
- Wicemistrz Urugwaju 1951: Club Nacional de Football
- Spadek do drugiej ligi: Montevideo Wanderers
- Awans z drugiej ligi: Sud América Montevideo

Mistrzostwa Urugwaju w roku 1951 były mistrzostwami rozgrywanymi według systemu, w którym wszystkie kluby rozgrywały ze sobą mecze każdy z każdym u siebie i na wyjeździe, a o tytule mistrza i dalszej kolejności decydowała końcowa tabela.

## Primera División

### Kolejka 1
| Mecz                                               |
| -------------------------------------------------- |
| CA Peñarol – Liverpool Montevideo 2:0              |
| Club Nacional de Football – Central Montevideo 1:1 |
| River Plate Montevideo – Defensor Sporting 4:1     |
| Danubio FC – Montevideo Wanderers 2:1              |
| Rampla Juniors – CA Cerro 3:1                      |

### Kolejka 2
| Mecz                                                 |
| ---------------------------------------------------- |
| Club Nacional de Football – Montevideo Wanderers 5:1 |
| River Plate Montevideo – CA Cerro 2:1                |
| CA Peñarol – Danubio FC 1:1                          |
| Rampla Juniors – Liverpool Montevideo 1:1            |
| Central Montevideo – Defensor Sporting 3:2           |

### Kolejka 3
| Mecz                                              |
| ------------------------------------------------- |
| CA Peñarol – CA Cerro 6:2                         |
| Club Nacional de Football – Rampla Juniors 5:1    |
| Central Montevideo – Liverpool Montevideo 1:1     |
| River Plate Montevideo – Montevideo Wanderers 2:1 |
| Danubio FC – Defensor Sporting 4:0                |

### Kolejka 4
| Mecz                                                   |
| ------------------------------------------------------ |
| Club Nacional de Football – River Plate Montevideo 5:3 |
| Central Montevideo – Rampla Juniors 1:1                |
| Montevideo Wanderers – Liverpool Montevideo 1:0        |
| CA Peñarol – Defensor Sporting 3:0                     |
| CA Cerro – Danubio FC 4:2                              |

### Kolejka 5
| Mecz                                              |
| ------------------------------------------------- |
| CA Peñarol – Rampla Juniors 3:1                   |
| Liverpool Montevideo – River Plate Montevideo 3:2 |
| Central Montevideo – Danubio FC 3:1               |
| Club Nacional de Football – CA Cerro 3:0          |
| Defensor Sporting – Montevideo Wanderers 2:1      |

### Kolejka 6
| Mecz                                              |
| ------------------------------------------------- |
| Club Nacional de Football – Defensor Sporting 4:2 |
| Montevideo Wanderers – Central Montevideo 1:1     |
| CA Peñarol – River Plate Montevideo 2:1           |
| CA Cerro – Liverpool Montevideo 2:1               |
| Danubio FC – Rampla Juniors 2:1                   |

### Kolejka 7
| Mecz                                                 |
| ---------------------------------------------------- |
| CA Peñarol – Central Montevideo 3:1                  |
| Club Nacional de Football – Liverpool Montevideo 1:1 |
| Defensor Sporting – CA Cerro 2:0                     |
| Rampla Juniors – Montevideo Wanderers 3:0            |
| River Plate Montevideo – Danubio FC 4:2              |

### Kolejka 8
| Mecz                                            |
| ----------------------------------------------- |
| Central Montevideo – River Plate Montevideo 0:0 |
| CA Peñarol – Club Nacional de Football 1:1      |
| Defensor Sporting – Rampla Juniors 2:2          |
| Danubio FC – Liverpool Montevideo 5:0           |
| CA Cerro – Montevideo Wanderers 1:1             |

### Kolejka 9
| Mecz                                         |
| -------------------------------------------- |
| Club Nacional de Football – Danubio FC 4:0   |
| CA Peñarol – Montevideo Wanderers 3:0        |
| Defensor Sporting – Liverpool Montevideo 3:2 |
| Central Montevideo – CA Cerro 2:0            |
| Rampla Juniors – River Plate Montevideo 8:1  |

### Kolejka 10
| Mecz                                               |
| -------------------------------------------------- |
| CA Peñarol – Liverpool Montevideo 5:0              |
| Central Montevideo – Club Nacional de Football 2:1 |
| Defensor Sporting – River Plate Montevideo 4:0     |
| Montevideo Wanderers – Danubio FC 3:1              |
| Rampla Juniors – CA Cerro 2:2                      |

### Kolejka 11
| Mecz                                                 |
| ---------------------------------------------------- |
| Club Nacional de Football – Montevideo Wanderers 1:0 |
| CA Cerro – River Plate Montevideo 2:1                |
| Danubio FC – CA Peñarol 2:1                          |
| Rampla Juniors – Liverpool Montevideo 2:1            |
| Central Montevideo – Defensor Sporting 2:2           |

### Kolejka 12
| Mecz                                              |
| ------------------------------------------------- |
| CA Peñarol – CA Cerro 6:0                         |
| Rampla Juniors – Club Nacional de Football 3:2    |
| Central Montevideo – Liverpool Montevideo 3:1     |
| River Plate Montevideo – Montevideo Wanderers 3:3 |
| Danubio FC – Defensor Sporting 1:0                |

### Kolejka 13
| Mecz                                                   |
| ------------------------------------------------------ |
| Club Nacional de Football – River Plate Montevideo 4:2 |
| Rampla Juniors – Central Montevideo 3:0                |
| Liverpool Montevideo – Montevideo Wanderers 1:0        |
| CA Peñarol – Defensor Sporting 0:0                     |
| CA Cerro – Danubio FC 3:2                              |

### Kolejka 14
| Mecz                                              |
| ------------------------------------------------- |
| CA Peñarol – Rampla Juniors 2:1                   |
| Liverpool Montevideo – River Plate Montevideo 3:2 |
| Danubio FC – Central Montevideo 2:0               |
| CA Cerro – Club Nacional de Football 1:0          |
| Montevideo Wanderers – Defensor Sporting 3:2      |

### Kolejka 15
| Mecz                                              |
| ------------------------------------------------- |
| Club Nacional de Football – Defensor Sporting 1:0 |
| Montevideo Wanderers – Central Montevideo 4:1     |
| River Plate Montevideo – CA Peñarol 2:1           |
| CA Cerro – Liverpool Montevideo 1:1               |
| Danubio FC – Rampla Juniors 2:2                   |

### Kolejka 16
| Mecz                                                 |
| ---------------------------------------------------- |
| CA Peñarol – Central Montevideo 4:0                  |
| Club Nacional de Football – Liverpool Montevideo 3:1 |
| CA Cerro – Defensor Sporting 2:1                     |
| Rampla Juniors – Montevideo Wanderers 4:3            |
| River Plate Montevideo – Danubio FC 1:1              |

### Kolejka 17
| Mecz                                            |
| ----------------------------------------------- |
| River Plate Montevideo – Central Montevideo 1:0 |
| CA Peñarol – Club Nacional de Football 3:2      |
| Rampla Juniors – Defensor Sporting 2:0          |
| Danubio FC – Liverpool Montevideo 1:1           |
| CA Cerro – Montevideo Wanderers 3:1             |

### Kolejka 18
| Mecz                                         |
| -------------------------------------------- |
| Club Nacional de Football – Danubio FC 6:0   |
| CA Peñarol – Montevideo Wanderers 4:0        |
| Defensor Sporting – Liverpool Montevideo 2:2 |
| Central Montevideo – CA Cerro 2:1            |
| Rampla Juniors – River Plate Montevideo 0:0  |

### Końcowa tabela sezonu 1951
| Poz | Klub                      | Mecze | Zw | Rem | Por | Pkt | BrZd | BrStr |
| --- | ------------------------- | ----- | -- | --- | --- | --- | ---- | ----- |
| 1   | CA Peñarol                | 18    | 13 | 3   | 2   | 29  | 50   | 14    |
| 2   | Club Nacional de Football | 18    | 12 | 3   | 3   | 27  | 50   | 21    |
| 3   | Rampla Juniors            | 18    | 8  | 6   | 4   | 22  | 40   | 28    |
| 4   | Central Montevideo        | 18    | 6  | 6   | 6   | 18  | 23   | 29    |
| 5   | CA Cerro                  | 18    | 7  | 3   | 8   | 17  | 26   | 38    |
| 6   | Danubio FC                | 18    | 6  | 4   | 8   | 16  | 30   | 36    |
| 7   | River Plate Montevideo    | 18    | 6  | 4   | 8   | 16  | 31   | 41    |
| 8   | Defensor Sporting         | 18    | 4  | 4   | 10  | 12  | 25   | 36    |
| 9   | Liverpool Montevideo      | 18    | 3  | 6   | 9   | 12  | 20   | 37    |
| 10  | Montevideo Wanderers      | 18    | 4  | 3   | 11  | 11  | 24   | 39    |

### Klasyfikacja strzelców bramek
| Gole | Piłkarz              | Klub       |
| ---- | -------------------- | ---------- |
| 17   | Juan Eduardo Hohberg | CA Peñarol |